# Rotschwanz-Adlerschnabel
Der Rotschwanz-Adlerschnabel (Eutoxeres condamini) oder Rotschwanz-Sichelschnabel ist eine Vogelart aus der Familie der Kolibris (Trochilidae). Der Bestand wird von der IUCN als „nicht gefährdet“ (Least Concern) eingeschätzt.

## Merkmale
Der Rotschwanz-Adlerschnabel erreicht eine Körperlänge von 12 bis 13 cm. Er ist dem Adlerschnabel ähnlich, die äußeren Schwanzfedern sind allerdings an der Basis gelbbraun, die Spitzen sind ebenfalls weiß. An den Seiten des Halses befindet sich ein glänzender, blaugrüner Fleck, der beim Adlerschnabel fehlt. Die Unterseite ist nicht wie beim Adlerschnabel schwarz und weiß, sondern rußfarben und gelblich weiß gestrichelt.

## Verbreitung

Verbreitung des Rotschwanz-Adlerschnabels

Das Verbreitungsgebiet umfasst Bolivien, Kolumbien, Ecuador und Peru. Der Rotschwanz-Adlerschnabel bevorzugt offene Gebiete, auch Kulturland oder gestörte Regionen wie Plantagen, feuchte und sumpfige Wälder und bewaldete Schluchten. In Peru wurde er zwischen 180 und 3300 Metern Höhe beobachtet.

## Lebensraum und Lebensweise
Das Verhalten ist dem des Adlerschnabels (Eutoxeres aquila) ähnlich. Rotschwanz-Adlerschnabel bevorzugen das schattige Dickicht, in dem man sie in der Regel einzeln im Unterholz sieht. Ihr Flug ist langsam mit hörbaren Flügelschlägen. Sie ernähren sich vom Nektar von Helikonien, beim Sondieren der Blütenkrone krallen sie sich an den Pflanzen fest. Außerdem nehmen sie Insekten von Stämmen und Ästen. Sie wurden auch beim sogenannten Traplining (regelmäßiges Anfliegen derselben Blüten) beobachtet.
Soweit bekannt werden alle Brutaktivitäten vom Weibchen durchgeführt, und wie alle Kolibris legen sie zwei Eier. Bisher wurde nur ein einziges Nest detailliert beschrieben, es ähnelt dem des Adlerschnabels. Die Brutzeit beträgt 16–18 Tage, die Küken sind schwarz mit grauem Flaum und nach 22–24 Tagen flügge.

## Systematik
Es werden zwei Unterarten anerkannt:
- Eutoxeres condamini gracilis Berlepsch & Stolzmann, 1902[5] – ist in den östlichen Anden Perus bis in den Nordwesten Boliviens verbreitet.
- Eutoxeres condamini condamini (Bourcier, 1851)[6] – die Nominatform kommt in den östlichen Anden vom Südosten Kolumbiens bis Nordperu vor.

## Etymologie und Forschungsgeschichte
Das Typusexemplar des Rotschwanz-Adlerschnabels stammte aus der Gegend um Archidona an Osthängen der Anden in der Provinz Napo und wurde von Bourcier bei seiner Rückkehr aus Ecuador mitgebracht. Jules Bourcier beschrieb die Art unter dem Namen Trochilus Condamini. Später wurde sie der Gattung Eutoxeres zugeordnet. Dieser Name leitet sich von den griechischen Wörtern εὖ eu für „schön, gut“ und τοξηρης toxērēs für „mit Bogen versehen, Bogenschütze“ ab. Da der Autor im gleichen Artikel Trochilus Bougueri und Trochilus Godini beschrieb, ist das Artepitheton sehr wahrscheinlich Charles Marie de La Condamine (1701–1774) gewidmet, der gemeinsam mit Pierre Bouguer (1698–1758) und Louis Godin (1704–1760) zwischen 1735 und 1744 bei einer Expedition ins Vizekönigreich Peru unterwegs war. Das lateinische Wort gracilis steht für „schlank, zart“.